# سادها
سادها (بالإنجليزية: Sadha)‏ إسمها الأصلي ساداف محمد سيد وأيضا تلقب ب سادا هي ممثلة هندية ظهرت في سينما جنوب الهند أو ما تعرف بسينما تيلوغو والسينما التاميلية، وكان أول فيلم لها Jayam الذي حازت به على جائزة فيلمفير أفضل ممثلة في سينما التيلوغو، وأيضا تم استدعائها في سنة 2003 للعمل في فيلم تاميلي يحمل نفس اسم فيلمها الأول 'Jayam.

## الحياة الشخصية
ولدت سادها لعائلة مسلمة في مدينة راتناغيري بماهاراشترا. والدها طبيب ووالدتها مديرة تنفيذية لأحد البنوك. واصلت دراستها في المدرسة العليا بمدينتها الأم ومن ثم انتقلت إلى مومباي، هناك حيث عرض عليها المخرج تيجا التمثيل في فيلم رومانسي، وهذا الفيلم يدعى Jayam الذي ينتمي لسينما التيلجو، أصبح ذلك الفيلم واحد من أكبر الأفلام في ذلك العام. والآن سادها مقيمة حاليا في مومباي ولديها منزل في حيدر أباد.